# Marske-by-the-Sea
Marske-by-the-Sea è un paese della contea del North Yorkshire, in Inghilterra.